# Пісенний конкурс Євробачення 1970

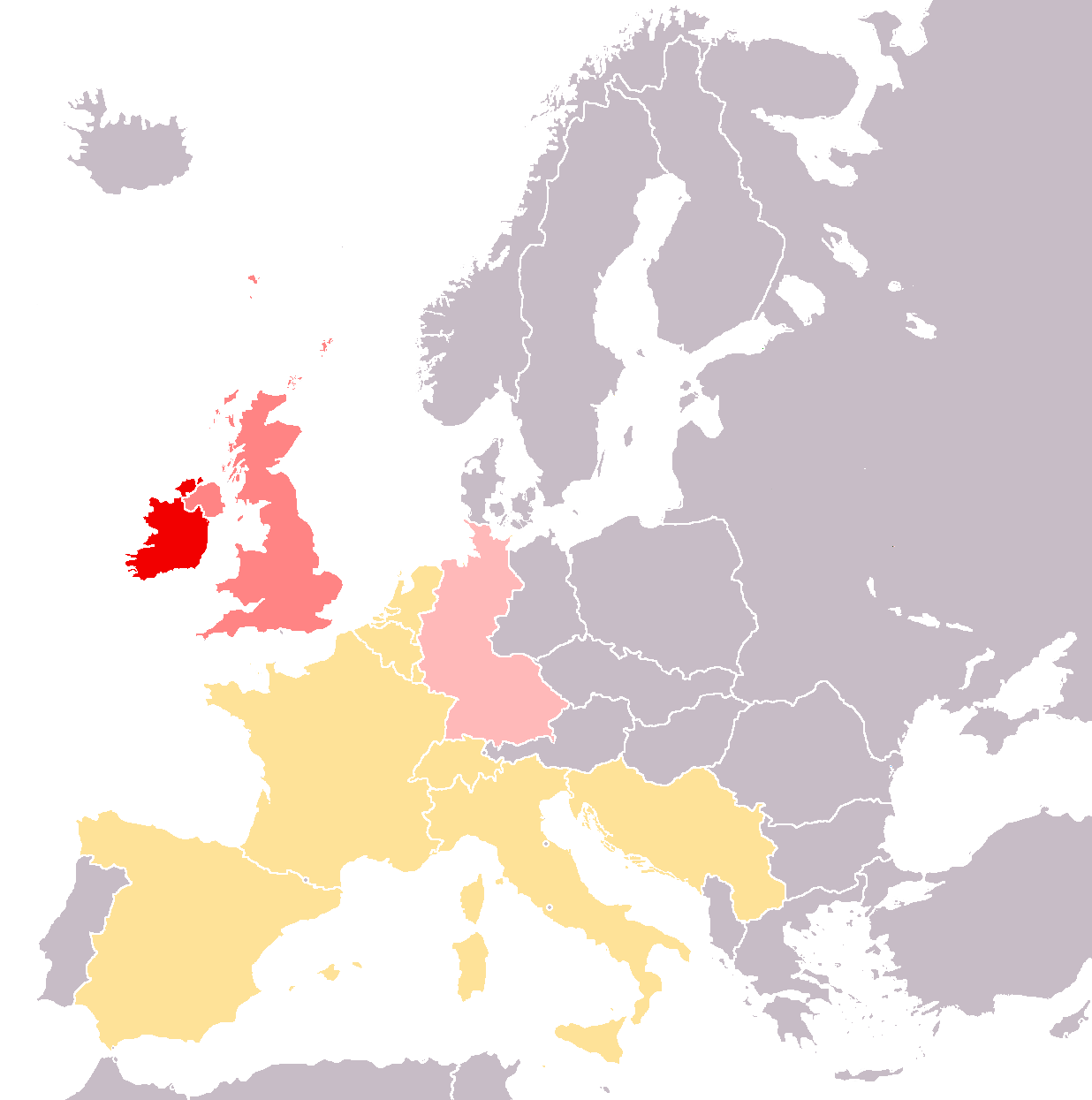
Країни - учасники конкурсу. Країни, що здобули:
1-е місце
2-е місце
3-є місце на пісенному конкурсі Євробачення

Пісенний конкурс Євробачення 1970 став 15-м конкурсом пісні Євробачення. Він пройшов 21 березня 1970 року в місті Амстердам, Нідерланди. Фінляндія, Норвегія, Швеція й Португалія вирішили не брати участь у конкурсі, скоротивши число учасників до 12. Оскільки на минулому конкурсі було чотири переможці, було проведено жеребкування, яке визначило, яка із країн буде проводити наступний конкурс. Жеребкування виграли Нідерланди. Були внесені зміни в правила, для того щоб запобігти можливій нічиїй.
Якщо 2 або більше пісень одержують однакову кількість балів, виконавці повинні повторно виконати пісні й усе журі, крім цих країн, голосували за одну з них. Однак якщо у цьому випадку вийде нічия, що малоймовірно, то Гран-Прі буде вручений обом країнам.
Виконавиця Дана, що представляла Ірландію, виграла Гран-Прі з піснею «All kinds of everything». 2-е місце з піснею «Knock, knock (Who's there?)» зайняла Мері Хопкін, що представляла Велику Британію.

## Результати
| # п/п | Країна          | Виконавець                  | Пісня                         | Очок | Місце |
| ----- | --------------- | --------------------------- | ----------------------------- | ---- | ----- |
| 12    | Ірландія        | Дана Розмері Скеллон        | All kinds of everything       | 32   | 1     |
| 7     | Велика Британія | Мері Хопкін                 | «Knock, knock (Who's there?)» | 26   | 2     |
| 11    | ФРН             | Катя Ебштейн                | Wunder gibt es immer wieder   | 12   | 3     |
| 9     | Іспанія         | Хуліо Іглесіас              | Gwendolyne                    | 8    | 4     |
| 6     | Франція         | Гі Бонне                    | Marie Blanche                 | 8    | 4     |
| 2     | Швейцарія       | Henri Dès                   | Retour                        | 8    | 4     |
| 1     | Нідерланди      | Patricia and Hearts of Soul | Waterman                      | 7    | 7     |
| 10    | Монако          | Домінік Дюссо               | Marlène                       | 5    | 8     |
| 3     | Італія          | Джанні Моранді              | Occhi di ragazza              | 5    | 8     |
| 5     | Бельгія         | Jean Vallée                 | Viens l'oublier               | 5    | 8     |
| 4     | Югославія       | Ева Сршен                   | Pridi, dala ti bom cvet       | 4    | 11    |
| 8     | Люксембург      | Девід Александр Вінтер      | Je suis tombé du ciel         | 0    | 12    |

## Голосування
|                 | Нідерланди | Швейцарія | Італія | Югославія | Бельгія | Франція | Велика Британія | Люксембург | Іспанія | Монако | Німеччина | Ірландія | Усього |
| Нідерланди      |            | -         | 3      | 3         | -       | -       | 1               | -          | -       | -      | -         | -        | 7      |
| Швейцарія       | 2          |           | -      | -         | -       | 2       | 1               | -          | -       | -      | 2         | 1        | 8      |
| Італія          | -          | -         |        | 1         | -       | -       | -               | -          | 2       | -      | 2         | -        | 5      |
| Югославія       | -          | -         | -      |           | -       | -       | 4               | -          | -       | -      | -         | -        | 4      |
| Бельгія         | -          | -         | -      | -         |         | 3       | -               | 1          | -       | -      | -         | 1        | 5      |
| Франція         | -          | -         | 1      | 2         | -       |         | -               | -          | -       | 2      | -         | 3        | 8      |
| Велика Британія | 3          | 2         | 2      | 4         | -       | 2       |                 | 2          | -       | 4      | 4         | 3        | 26     |
| Люксембург      | -          | -         | -      | -         | -       | -       | -               |            | -       | -      | -         | -        | 0      |
| Іспанія         | -          | -         | 3      | -         | -       | -       | -               | 2          |         | 3      | -         | -        | 8      |
| Монако          | -          | 1         | -      | -         | 1       | 2       | -               | -          | 1       |        | -         | -        | 5      |
| Німеччина       | -          | 1         | 1      | -         | -       | -       | -               | 3          | 4       | 1      |           | 2        | 12     |
| Ірландія        | 5          | 6         | -      | -         | 9       | 1       | 4               | 2          | 3       | -      | 2         |          | 32     |